# Realm of Chaos
Realm of Chaos, sottotitolato Slaves to Darkness, è il secondo album in studio del gruppo musicale death metal britannico Bolt Thrower, pubblicato nel 1989 dalla Earache Records.

## Tracce
1. Intro – 1:17
2. Eternal War – 2:08
3. Through the Eye of Terror – 4:22
4. Dark Millennium – 2:59
5. All that Remains – 4:39
6. Lost Souls Domain – 4:13
7. Plague Bearer – 2:54
8. World Eater – 4:55
9. Drowned in Torment – 3:04
10. Realm of Chaos – 2:50
11. Prophet of Hatred (CD bonus track) – 3:52
12. Outro – 0:59

## Formazione
- Karl Willetts - voce
- Gavin Ward - chitarre
- Barry Thompson - chitarre
- Andrew Whale - batteria
- Jo Bench - basso